# XDM (データベース)
XDM (Extensible Data Manager) は、日立製作所が提供するメインフレーム (汎用コンピュータ) のデータ管理システムである。
構成要素であるデータベース管理システム (DBMS; DataBase Management System) としては、構造型ではXDM/SD、リレーショナル型ではXDM/RDと密に接続できる他、階層型のADMやネットワーク型のPDM2とも接続できる。
DCMS (Data Communication Management System) は、XDM/DCCM3、TMS-4V DC、ADM DCなどと接続できる。XDMではHiRDBからの検索・更新に加え、ODBC経由でのMicrosoft AccessやMicrosoft ExcelおよびXDM/RDではCosminexusからのJDBC経由
での検索・更新をサポートしている。

## XDMの競争相手
- IMS・・・IBM
- AIM・・・富士通
- VIS (汎用機)・・・NEC